# 古沢村 (愛知県)
古沢村（ふるさわむら）は、愛知県愛知郡にあった村。現在の名古屋市中区・熱田区・瑞穂区の一部にあたる。

## 地理
新堀川の流域に位置していた。

## 歴史
- 1889年（明治22年）10月1日、町村制の施行により、愛知郡東熱田村、東古渡村が合併して村制施行し、古沢村が発足[1][2]。旧村名を継承した東熱田、東古渡の2大字を編成[2]。
- 1898年（明治31年）8月22日、村域を二分割し、大字東古渡を名古屋市に編入し、大字東熱田は愛知郡熱田町に編入して廃止された[1][2]。編入後は、名古屋市東古渡町、熱田町東熱田となる[2]。

## 名所・旧跡
- 熱田神宮[3]